# Daymán
Daymán (špa.: Río Daymán) je rijeka u Urugvaju. Pritoka je rijeke Urugvaj. Rijeka je duga 210 km, a površina porječja iznosi 3,183 km2.
Prirodna je granica između departmana Salto i Paysandú.